# Epimachus meyeri
Epimachus meyeri là một loài chim trong họ Paradisaeidae.

## Hình ảnh

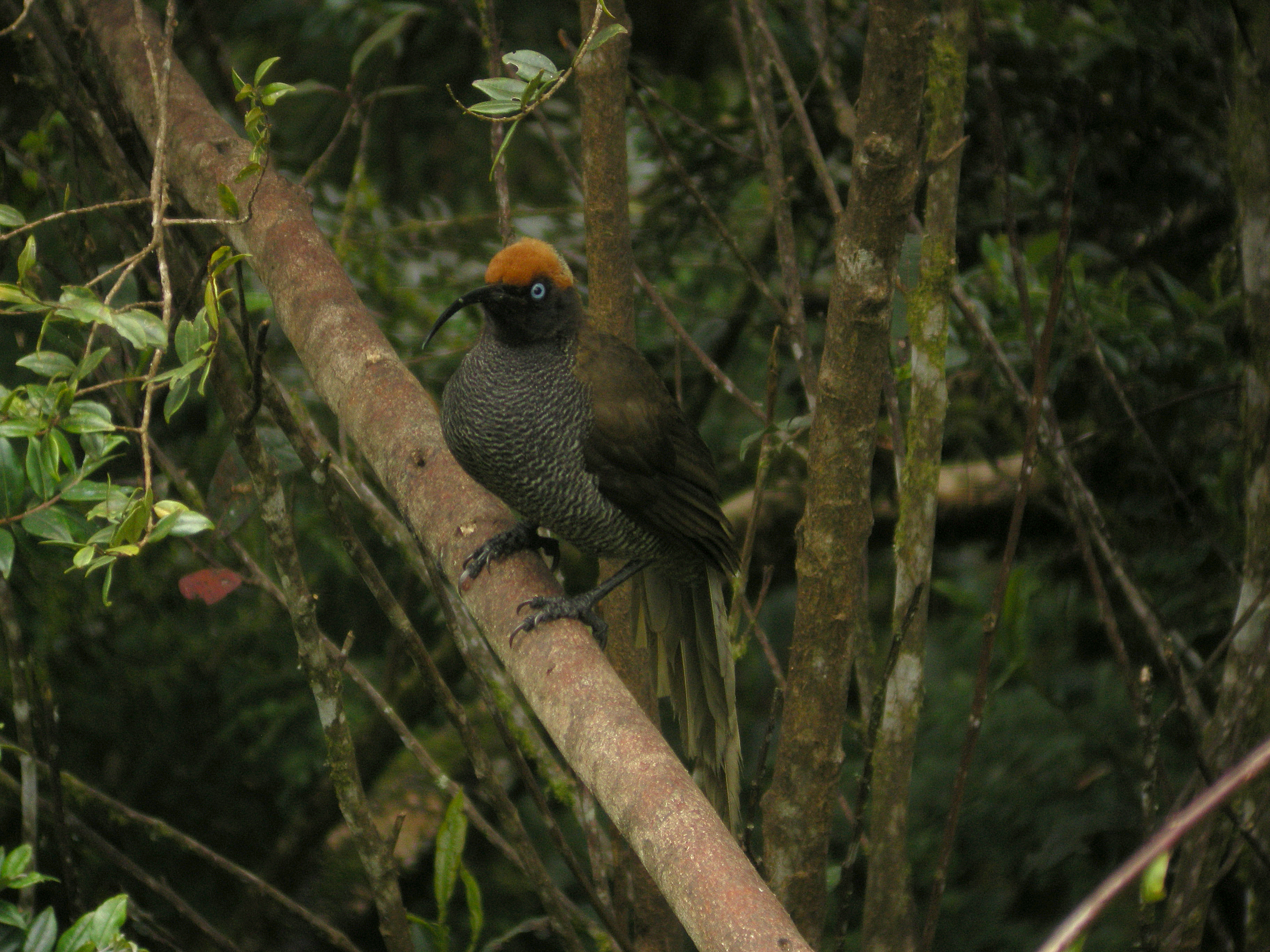
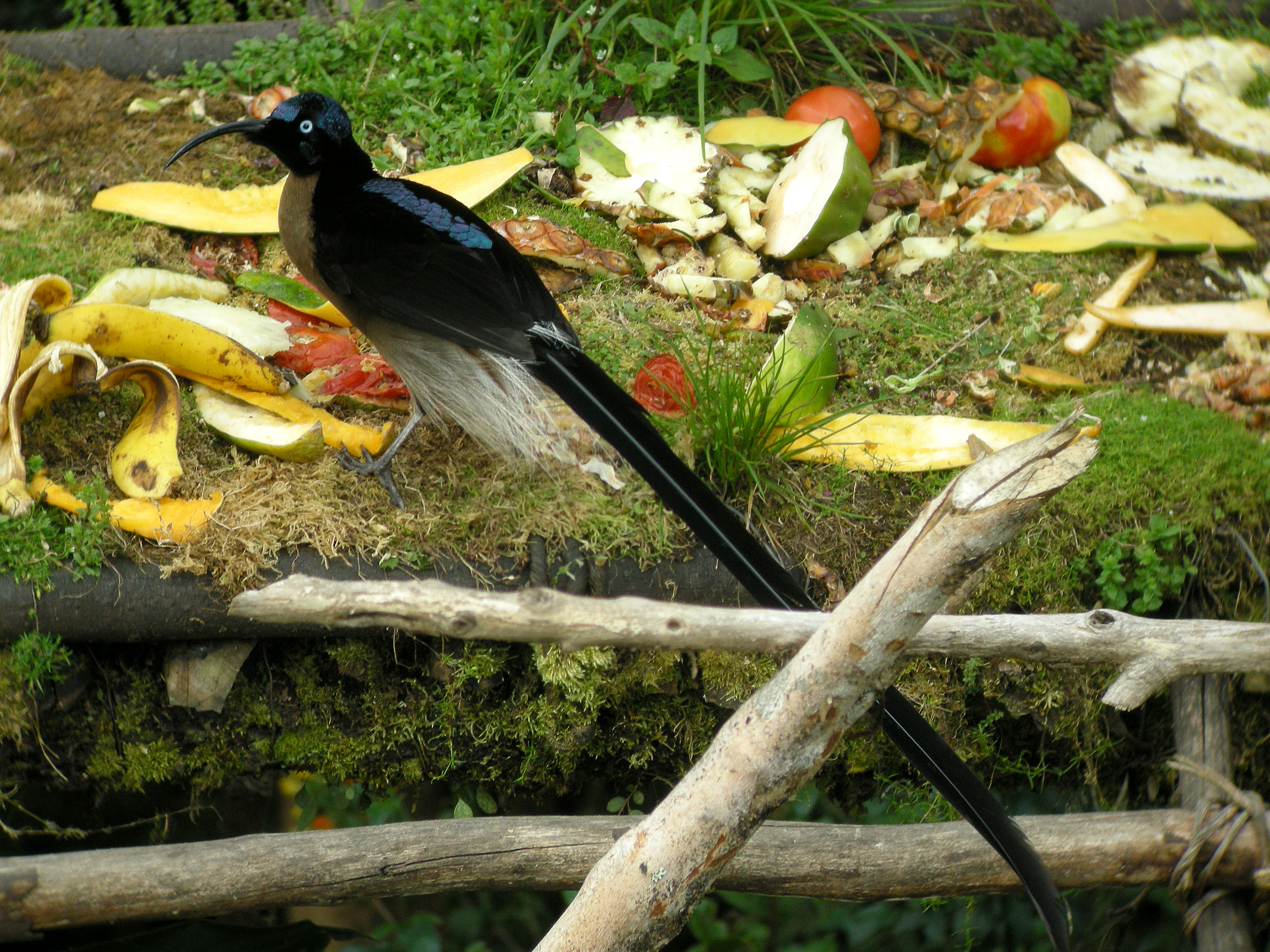